# Service Availability Forum
Service Availability Forum (SAF) är ett industrikonsortium för att specificera och publicera säkra, robusta system för data- och telekommunikation. Flera av de ledande företagen i branschen är medlemmar och bidrar, till exempel Ericsson, Nokia Siemens Networks, Alcatel-Lucent, Hewlett-Packard, Sun Microsystems samt flera distributörer av Linux. Ambitionerna med detta samarbete är att nästa generations plattformar för data- och telekommunikation skall basera sig på de gemensamma arbetena i SAF. Tanken med SAF är att det skall tjänstgöra som ett Middleware (MW), ett skikt mellan standardiserad hårdvara (oftast processorkort i rackmontage, s.k. blades), även kallat "COTS" (Common Off-the Shelf). MW-skiktet skall då tillföra goda egenskaper såsom feltolerans, robusthet, managerbarhet (möjliggöra uppgraderingar, felsökning, o dyl) men även tillhandahålla bl.a. klustertjänster och meddelandeservice för olika tillämpningar (nyttotjänster) som använder SAF. En open-source-variant av SAF finns i OpenSAF. 